# Boophis idae
Boophis idae é uma espécie de anfíbio da família Mantellidae.
É endémica de Madagáscar.
Os seus habitats naturais são: florestas subtropicais ou tropicais húmidas de baixa altitude, regiões subtropicais ou tropicais húmidas de alta altitude, pântanos, marismas de água doce, marismas intermitentes de água doce, terras aráveis, jardins rurais, florestas secundárias altamente degradadas e lagoas.
Está ameaçada por perda de habitat.